# Sciapus vagabundus
Sciapus vagabundus är en tvåvingeart som beskrevs av Mario Bezzi och Lamb 1926. Sciapus vagabundus ingår i släktet Sciapus och familjen styltflugor. Inga underarter finns listade i Catalogue of Life.